# パルテンシュタイン
パルテンシュタイン (ドイツ語: Partenstein) は、ドイツ連邦共和国バイエルン州ウンターフランケン行政管区のマイン＝シュペッサルト郡に属す町村（以下、本項では便宜上「町」と記述する）である。教区所在地でもある同名の地区がこの町およびパルテンシュタイン行政共同体の行政機関所在地である。町内を連邦道 B276号線が通っている。

## 地理

### 位置
パルテンシュタインは、シュペッサルト山地中部のマイン・シュペッサルト地方のロール川左岸にあり、ロール・アム・マインの北西約 7 km に位置している。町内の最高地点はパルテンシュタインの北東に位置するガウルコプフの海抜 502 m、最低地点はロール川沿いの海抜 174 m である。町内をカールタール＝シュペッサルト自転車道が通っている。

### 自治体の構成
この町は、教会区がある同名のオルツタイル（行政上の地区）のみからなる。ゲマルクングも1つだけである。

### 隣接する市町村
| フランメルスバッハ                | フランメルスバッハー・フォルスト* | ルッペルツヒュッテナー・フォルスト* |
| フランメルスバッハ                |                                   | パルテンシュタイナー・フォルスト*   |
| パルテンシュタイナー・フォルスト* |                                   | ロール・アム・マイン                |

- 地名の後に「*」があるのは市町村に属さない地区を示す。
- 隣接する市町村、地区はいずれもマイン＝シュペッサルト郡に属す。

## 地名

### 語源
町の名前は、町を見下ろす岩山の上に現在遺跡となっているバルテンシュタイン城に由来する。

### 古い表記
この町は、様々な古地図や史料に以下のような表記で記されている。
| - 1233年 „Barthenstein“ - 1331年 „Bartinstein“ - 1333年 „Bartelsteyne“ - 1339年 „Barttenstein“ - 1342年 „Bartinstein“ | - 1594年 „Parttenstein“ - 1675年 „Partenstein“ - 1784年 "Bartenstein" - 1812年 "Partenstein" |

## 歴史

### 自治体成立まで
パルテンシュタイン村は、1180年頃にリーネック伯によって建設されたバルテンシュタイン城の麓の集落であった。ここは、同名のアムト・パルテンシュタインの行政機関所在地であった。様々な領主がここを治めた。初めはリーネック伯、1277年頃からマインツ大司教とハーナウ伯家が共同統治し、1684年頃からは大司教の単独統治となった。三十年戦争中1626年にはすでに城は破壊された。16世紀から17世紀にパルテンシュタイン周辺の森ではヴァルトグラス（直訳: 森のガラス）が作られた。この他に19世紀になるまで重要な専業分野だったのが材木商と木材加工業であった。

### 行政史
1784年にパルテンシュタインは、ヴィーゼン、ルッペルツヒュッテン、フランメルスバッハと同様にマインツ選帝侯のアムツフォクタイ・フランメルスバッハに属していた。帝国代表者会議主要決議によりパルテンシュタインは1803年に新設されたアシャッフェンブルク侯国領となった。フランクフルト大公国時代パルテンシュタインはアシャッフェンブルク県のディストリククツメリー（基礎自治体）・フランメルスバッハに属した。1812年時点でパルテンシュタインには115戸、696人が住んでいた。
パリ条約によりパルテンシュタインは1814年にバイエルン領となり、10月1日に創設された第3級ラントゲリヒト・フランメルスバッハに属した。バイエルンの行政改革に伴う1818年の自治体令により、現在の自治体が形成された。
1823年11月22日、ラントゲリヒト・フランメルスバッハは廃止され、その地域はラントゲリヒト・ロールの管轄となった。このラントゲリヒトから1862年にベツィルクスアムト・ロール・アム・マインが形成され、パルテンシュタインはその管轄下に置かれた。1939年にドイツ国全土で「ラントクライス」（郡）の呼称が用いられることとなった。パルテンシュタインはロール・アム・マイン郡の26市町村の1つとなった。ロール・アム・マイン郡の廃止に伴い、1972年7月1日に新設されたミッテルマイン郡に移管された。この郡はその10か月後に現在の「マイン＝シュペッサルト郡」と改名された。

### 19世紀から20世紀
1854年に開業したルートヴィヒ西鉄道（現在のマイン＝シュペッサルト鉄道）の建設により、工業化と広範囲での鉱業が発展した。ここでは重晶石が産出し、最盛期の1840年には14の坑道が掘られた。1948年、最後まで稼働していた坑道（マリエン坑）の機械室が落雷により破壊され、採掘は幕を閉じた。1939年から1980年代になるまで、製靴工場シャンツが駅の近くにあった。その建物は現在も遺されている。
国家社会主義の時代、牧師で NSDAP-パルテンシュタイン支部のメンバーであったフリッツ・ザイボート（1907年 - 1974年）に対し、平日に祝典の礼拝を行ったとして1942年1月に刑事訴訟手続き（親衛隊少将で警察署長のベンノ・マルティンによって支援された）が開始されたが、ザイボートの反論により中止された。しかしザイボートは不適切な神学者として兵役が課された。
この町の歴史は、「ヨーロッパの文化の道パルテンシュタイン」で紹介されている。

## 住民

### 宗教
1597年に宗教改革がなされたハーナウ＝ミュンツェンベルク伯領にあり、初めルター派の影響を受けたパルテンシュタインは、現在までプロテスタンが主流の町である。

### 人口推移
1988年から2018年までの間に人口は、2,694人から2,839人へと、145人 5.4 % 増加した。
- 1961年: 2308人
- 1970年: 2516人
- 1987年: 2683人
- 1991年: 2775人
- 1995年: 2886人
- 2000年: 2881人
- 2005年: 2853人
- 2010年: 2855人
- 2015年: 2806人

## 行政

### 首長
2008年5月1日からシュテファン・アーメント (Freie Wähler) が町長を務めている。彼は2020年3月15日に 91.85 % の支持票を獲得して、さらに6年の任期を得た。

### 議会
この町の議会は、14議席からなる。

### 紋章と旗
図柄: 赤地。4段に積み上げられた金色の石壁の上に斜め十字に組み合わされた2本の銀のハルバード。
ハルバードは、かつてパルテン (Parten) と呼ばれており、これと石(Stein)の壁でこの町の名前 (Partenstein) を表している。赤と金色の配色は、この町の歴史に重要な役割を演じたリーネック伯とハーナウ伯に由来する。リーネック伯は1233年から断絶する1559年まで、ハーナウ伯は1339年からその影響力が確認されている。銀と赤の配色は、マインツ選帝侯領に由来する。
この紋章は、クローナハ出身の紋章学者カール・ハースによってデザインされた。この紋章は1969年1月28日に認可された。
町の旗は、白 - 赤 - 黄色のストライプである。

### 姉妹自治体
ティーズ（フランス、ドゥー県）

## 経済と社会資本

### 経済構造
公式統計によれば、2018年時点で働く社会保険支払い義務のある就労者は467人であった。このうち製造業に従事する者は246人、商業・交通業・宿泊業に従事する者は38人であった。また、この町に住む社会保険支払い義務のある就労者は1,268人であった。

### 教育
この町には以下の施設がある。
- 保育園。2019年現在、定員100人に対して園児数は92人[10]。
- 5クラスのフォルクスシューレ（国民学校): 2018/19年の学年の生徒数は92人[11]。

## 文化と見所

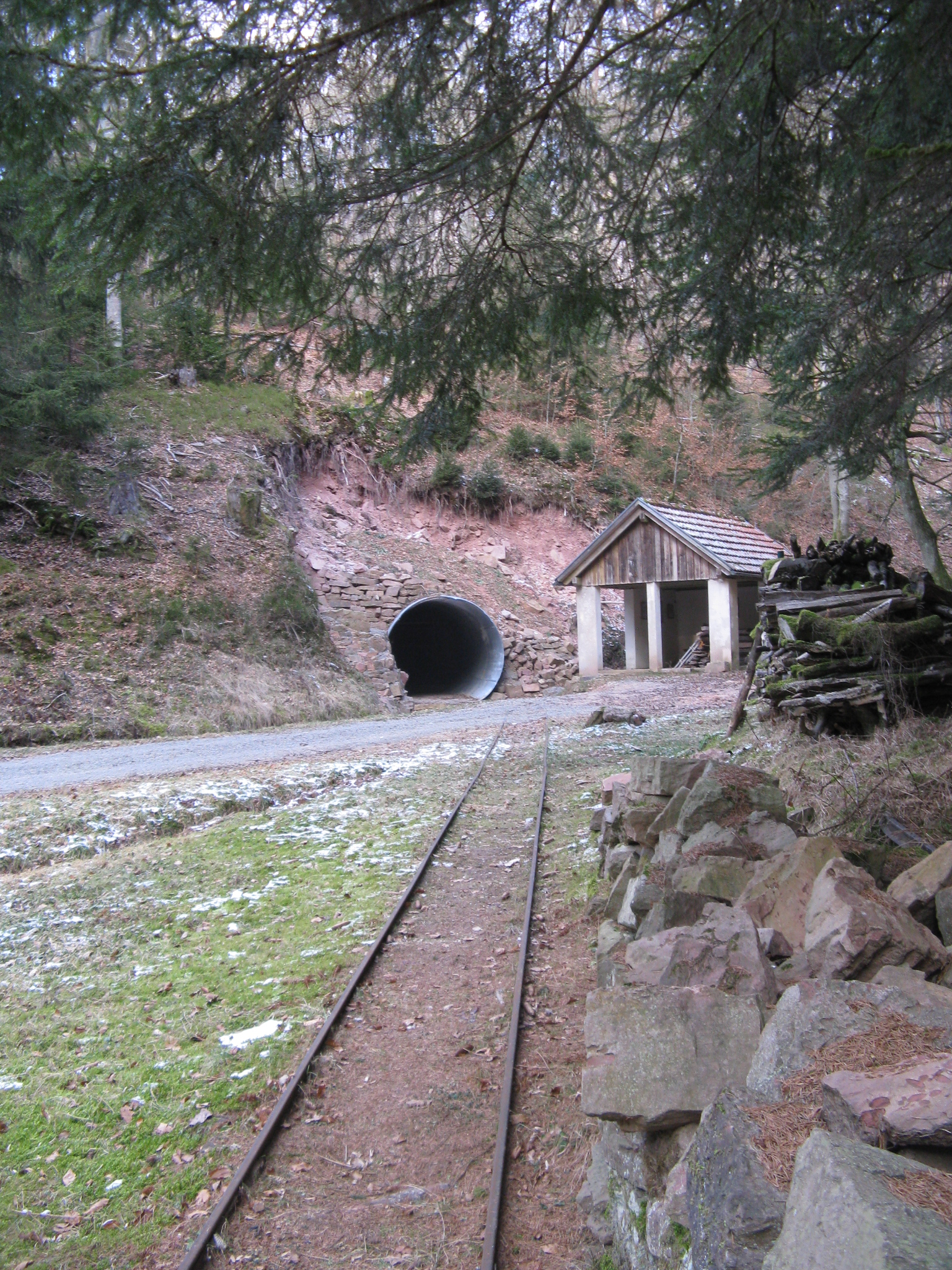
エーリヒ坑の坑口とトロッコの線路跡

- 福音主義教区教会。1830年/31年建設。フリードリヒ・ヴァインブレンナーの弟子ヨハン・フィリップ・マットレーナーの設計による[12]。
- カトリックの洗礼者聖ヨハネ教区教会。福音主義教会によって1836年に建設された。おそらく福音主義教会と同じくフィリップ・マットレーナーの設計による。
- リーネック伯の城跡。1633年に破壊された後、20世紀末には発掘調査と壁の改修が始まるまで高さ約 20 m の壁の跡が遺るだけであった。
- 町の中心にある戦争記念碑と同じ場所にあるブルネンガルテン
- 郷土文化博物館 Ahler Kråm[13]
- シュネプフェンタールの旧重晶石採掘場へ行く周回遊歩道。重晶石輸送車の轍が残るこの道は「ブンカー」と呼ばれる施設（1946年から1948年に稼働してた荷積み場）に通じている。ここは線路の終点であり、山の上にあるエーリヒ坑から鉱物を運ぶトロッコの終点であった。坑口、トロッコの線路、地下施設（1992年に案内板が設置された）は、山の上にあるマリエン坑（旧エーリヒ坑、1904年に設けられた）の撤去された輸送坑道の遺物である。引き上げ塔、機械棟、作業場は、わずかな基礎が見られるだけである。遊歩道は、1922年以前に重晶石が洗鉱されていたヒルトレスヴィーゼ（町と城を望む展望が得られる）を通って出発点に戻る。
- ロールバッハ川の3基のかつての水車のうち、2基の建物が残っている。ウンテーレ・ミューレ（直訳: 下流の水車）には、1825年の所有者を記念する銘板が設けられている。ミットレーレ・ミューレ（直訳: 中間の水車）は、城の麓の、橋のたもとに建つ木組み建築で、個人の所有物である。ここにも「1824年のヨハネス水車」と記された砂岩製の記念銘板が設けられている。オーベーレ水車（直訳: 上流の水車）も個人所有の修復された木組み建築であり、建設は16世紀にまで遡る。これらは元々穀物を製粉する水車であったのだが、後に重晶石の粉砕に転用された。ここは、エーリヒ坑と短い経路で結ばれた谷にあり、ここで重晶石が洗鉱された。水車は1948年以後その機能を失った。水車の輪は1950年代末に取り外された。これらは2011年に革新的な小規模水力発電所として再生された[14]。

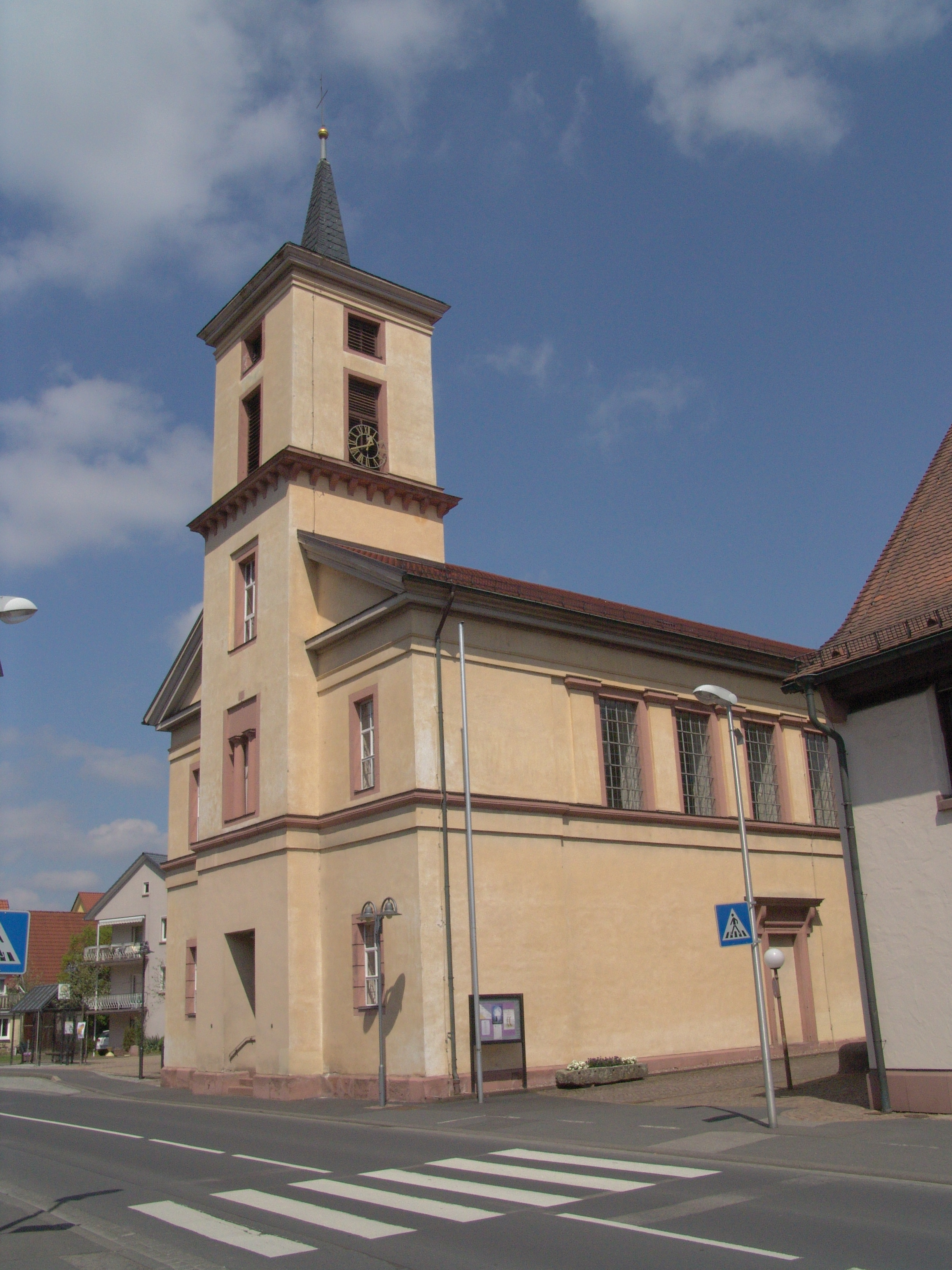
パルテンシュタインの福音主義教会
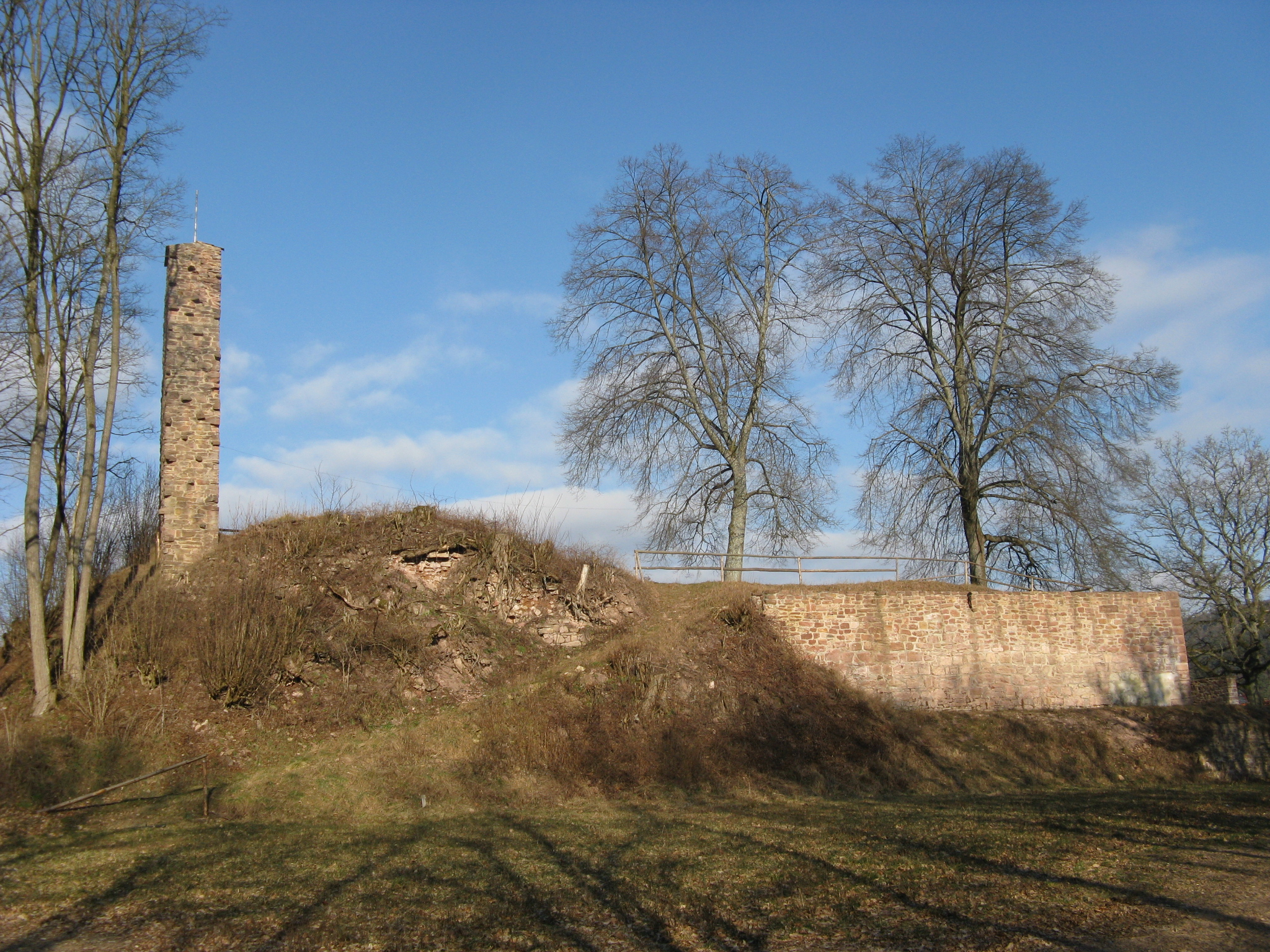
バルテンシュタイン城跡
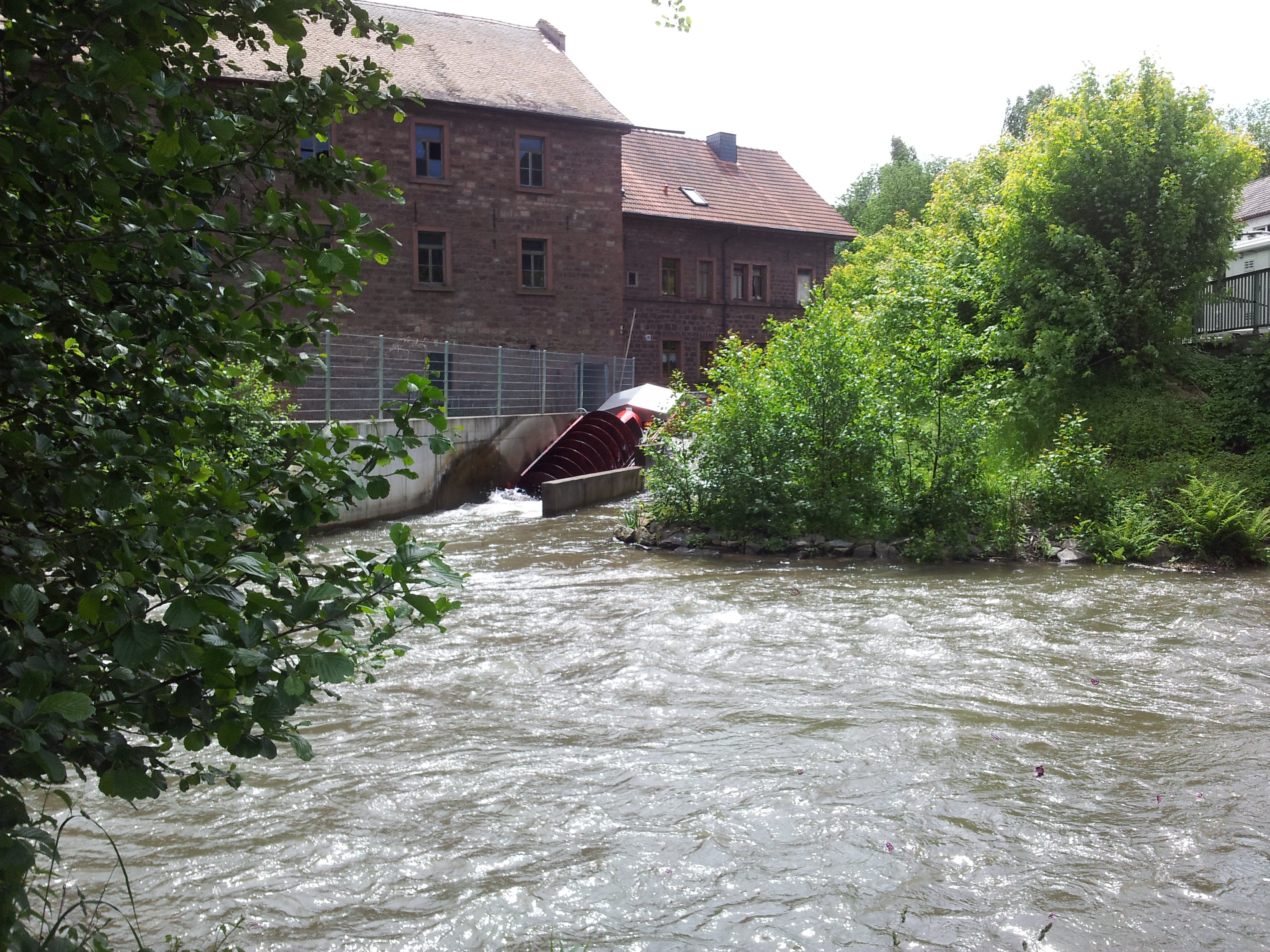
小規模水力発電施設に改造された旧水車

### クラブ、サークル、団体
パルテンシュタインでは、50のクラブ、サークル、団体が活動している。TSV パルテンシュタインのハンドボールチームはベツィルクスオーバーリーガ・ウンターフランケンで、サッカーチームはクライスクラス4に参加している。

## 参考図書
- Dommerich (1860). Urkundliche Geschichte der allmählichen Vergrößerung der Grafschaft Hanau von der Mitte des 13. Jahrhunderts bis zum Aussterben des Hauses 1736. Mitt. d. Hanauer BezV. pp. 114 f., 128, 195
- Regenerus Engelhard (1778). Erdbeschreibung der Hessischen Lande Casselischen Antheiles mit Anmerkungen aus der Geschichte und aus Urkunden erläutert. Teil 2. Cassel. p. 791
- Franziska Haase (1924). Ulrich I., Herr von Hanau 1281–1306. Münster. pp. 11, 19